# Аристотель (один из Тридцати тиранов)
Аристотель (др.-греч. Ἀριστοτέλης; умер после 403 года до н. э.) — древнегреческий политический деятель, один из Тридцати тиранов, правивших Афинами в 404—403 годах до н. э. Предположительно был стратегом и сторонником режима Четырёхсот в 411 году до н. э., действует в диалоге Платона «Протагор».

## Биография
Аристотель упоминается в диалоге Платона «Протагор»: в 450 году до н. э., будучи ещё совсем молодым человеком, он вместе с Протагором и Парменидом посетил одну из лекций Зенона Элейского и принял участие в учёной беседе о свойстве идей, свойстве вещей, диалектике единого и иного. Позже Аристотель начал политическую карьеру. Ксенофонт в своей «Греческой истории» упоминает стратега с этим именем, который в 411 году до н. э., когда Афинами правил олигархический режим Четырёхсот, построил на мысу Ээтионей укрепление. Враги олигархов заподозрили, что цель строительства — впустить в Пирейскую гавань спартанский флот, и это стало поводом для свержения Четырёхсот и восстановления демократии. Предположительно стратегом был тот самый Аристотель, который стал героем Платона и одним из Тридцати тиранов; это означает, что уже в 411 году до н. э. Аристотель был сторонником олигархии.
В последующие годы Аристотель находился в изгнании. Известно, что в 404 году до н. э., когда с капитуляцией Афин закончилась Пелопоннесская война, спартанский полководец Лисандр направил его в Спарту «передать эфорам, что при переговорах с Фераменом он заявил, что одни лишь эфоры полномочны в вопросах мира и войны». Мир вскоре был заключён. Власть над Афинами перешла к коллегии Тридцати (позже её членов стали называть «Тридцатью тиранами»), правившей в интересах олигархии, и Аристотель стал её членом. Известно, что он принадлежал к той трети членов совета, которая была избрана народным собранием, и представлял филу Антиохида; исследователи относят его к наиболее влиятельным «тиранам». Именно Аристотеля коллеги отправили вместе с Эсхином в Спарту, к Лисандру, с просьбой прислать в Афины гарнизон. Эта просьба была исполнена, и отряд в семьсот спартанцев, занявший акрополь, стал опорой власти Тридцати.
Весной 403 года до н. э. сторонники демократии одержали победу в бою при Мунихии, и уже на следующий день после этого сражения Тридцать были свергнуты и бежали в Элевсин. Больше Аристотель не упоминается в сохранившихся источниках.